# Gustl
Gustl (auch Gustel) ist ein männlicher und weiblicher Vorname.

## Herkunft und Bedeutung
Gustl kann die männliche Kurzform von Gustav oder August sein. Weiblich ist es die Kurzform von Augusta und deren Varianten.

## Namensträger
- Gustl Angstmann (1947–1998), deutscher Schriftsteller und Fachbuchautor
- Gustl Bayrhammer (1922–1993), bayerischer Volksschauspieler
- Gustl Berauer (1912–1986), deutscher Skisportler
- Gustl Datz (1904–1991), deutscher Schauspieler und Synchronsprecher
- Gustl Gstettenbaur (1914–1996), deutscher Bühnen- und Filmschauspieler
- Gustl Lütjens (1952–2017), deutscher Gitarrist und Filmkomponist
- Gustl Mayer (Skisportler) (August Mayer; 1917–2015), österreichischer Skispringer und Skirennläufer
- Gustl Mayer (Musiker) (eigentlich Günter Mayer; * 1936), deutscher Jazzmusiker
- Gustl Mollath (* 1956), deutsches Justizopfer
- Gustl Müller (1903–1989), deutscher Skisportler (v. a. Nordische Kombination)
- Gustl Müller-Dechent (1915–2016), deutscher Journalist und Autor
- Gustl Stark (1917–2009), deutscher Maler und Graphiker
- Gustel Stein (1922–2010), deutscher Künstler (Beton- und Bleiglasfenster, Wandmalereien und Mosaiken)
- Gustl Weishappel (1925–2008), deutscher Schauspieler, Hörfunkmoderator

## Namensträgerinnen
- Gustl Busch (1900–1969), deutsche Schauspielerin
- Gustl Halenke (1930–2022), deutsche Schauspielerin

- Elisabeth Augusta Wendling (1752–1794), genannt Gustl, deutsche Opernsängerin

## Vorkommen in Titeln
- Die Novelle Lieutenant Gustl von Arthur Schnitzler

## Trivia
Als Gustl werden im bairischen Sprachraum des Öfteren in umgangssprachlicher Kurzform Biere der Marke Augustiner-Bräu bezeichnet.